# Westwood/VA Hospital (Metro de Los Ángeles)
Westwood/VA Hospital es una estación en la línea D del Metro de Los Ángeles bajo construcción por la Autoridad de Transporte Metropolitano del Condado de Los Ángeles. Se encuentra localizada en el distrito de Westwood en Los Ángeles, California, entre Wilshire Boulevard y Bonsall Avenue.
La línea esta bajo construcción de fase 3 de la extensión púrpura por Los Ángeles. Esta por completar en 2027. Esta estación sirvira Hospital de Asuntos Veteranos de West Los Angeles. El hospital más grande de veteranos de Estados Unidos.

## Servicios
Metro services
- Metro Rapid: 710, 720, 757, 920 (días de semanas en horas pico)